# Cyrtandra biserrata
Cyrtandra biserrata là một loài thực vật có hoa trong họ Tai voi. Loài này được Hillebr. mô tả khoa học đầu tiên năm 1888.